# Paso el tiempo
«Paso el tiempo» es el cuarto sencillo internacional y en México de la banda Belanova, de su tercer álbum de estudio, Fantasía Pop, lanzado el 2007.
La canción fue anunciada como cuarto sencillo por Universal a mediados de agosto del 2008, y finalmente salió en las estaciones de radios de México el 15 de septiembre de 2008.
El video es la actuación en directo en Guadalajara, Jalisco, México, igual que Niño.

## Posicionamiento
| Listas (2008/2009)        | Posiciones    |
| ------------------------- | ------------- |
| Los 40 Principales México | 1 (6 sem.)    |
| México Top 100            | 5 (3 semanas) |

## Trayectoria en listas
"Paso El Tiempo" entra en el chart de videos latinos el 7 de febrero de 2009 en la posición 9: Sin embargo sólo logra avanzar hasta la posición 7, siendo esta la más alta para el sencillo, en comparación con los charts de las radiodifusoras, no tuvo tanto éxito la interpretación. Sale el 7 de marzo en la posición 10.
| Posición | 9 | 8 | 7 | 7 | 10 |

- Datos: Q9056624